# Fan Ye
Fan Ye, imię publiczne Weizong, chiń. 蔚宗 (ur. 398, zm. 23 stycznia 446) – chiński historyk, autor „Księgi Późniejszych Hanów”.
Rodowa siedziba Fan Ye znajdowała się w Shenyangu w komanderii Nanyang (współcześnie powiat Zhechuan w prowincji Henan). Był on czwartym synem Fan Taia (355 - 428), wyróżniającego się urzędnika i uczonego wschodniej dynastii Jin i Dynastii Liu Song. Około roku 418 Fan Ye został adiutantem przyszłego cesarza Liu Yu (420 - 422), by w roku 420 zostać przydzielonym do sztabu jego czwartego syna, Liu Yikanga. W roku 428 Fan Ye zrezygnował ze służby by odbyć żałobę po swoim ojcu i kiedy do niej powrócił w roku 430 znalazł się w sztabie generała Tan Daoji. W grudniu 430 roku cesarz Wen (424 - 453) nakazał Tan Daoji poprowadzić wyprawę przeciwko Północnemu Wei i zgodnie z biografią Fan Ye zawartą w „Księdze Songów” czując strach przed wojną poprosił on o zwolnienie ze służby pod pretekstem dolegliwości nogi. Cesarz odrzucił jednak jego prośbę. Po powrocie z kampanii w roku 432 Fan Ye uzyskał wysokie stanowisko w ministerstwie personelu. W zimie 432 roku zmarła jednak matka Liu Yikanga, a Fan Ye wraz ze swoim bratem i kolegami w noc poprzedzającą jej pogrzeb upili się i z otwartego okna czynili żarty ze śpiewanych pieśni żałobnych. Za to zachowanie Liu Yikang zdegradował Fan Ye do stanowiska Wielkiego Administratora (tàishǒu, 太守) Xuanchengu. To podczas pięcioletniego pobytu w tym mieście Fan Ye zgromadził różne historie Późniejszej dynastii Han, których potem użył by skompilować swoje opus magnum, „Księgę Późniejszych Hanów”.
W roku 437 Fan Ye został przydzielony do Liu Yuxina, który był wówczas regionalnym inspektorem Jiangzhou (w przybliżeniu dzisiejsza prowincja Jiangxi). Z kolei w roku 440 znalazł się przy innym synu cesarza, Liu Junie. Fan Ye objął wówczas namiestnictwo Nan Xiapi, ze stolicą na północny wschód od dzisiejszego Suining w prowincji Jiangsu. W styczniu 441 roku został przeniesiony do prowincji Yang, a ze względu na młodość Liu Juna wszystkie administracyjne obowiązki zostały przydzielone Fan Ye. W roku 444 Fan Ye został mianowany superintendentem domu następcy tronu (tàizǐ zhānshì, 太子詹事) i ze względu na piastowanie tego prestiżowego stanowiska w źródłach jest wymieniany często jako Fan zhanshi. W tym czasie część urzędników pod przywództwem Kong Xixiana zorganizowała spisek mający na celu osadzenie na tronie dawnego protektora Fan Ye, Liu Yikanga.  Do grupy tej należał też siostrzeniec Fan Ye Xie Zong i pomimo pewnych oporów ten pierwszy ostatecznie przyłączył się do spiskowców, kierowany m.in. resentymentem w stosunku do cesarza Wena. W grudniu 445 roku wiadomość o spisku dotarła do cesarza, przy czym Fan Ye został przedstawiony jako jego przywódca i po trzech tygodniach przebywania w więzieniu stracony wraz ze swoimi trzema synami i innymi spiskowcami 23 stycznia 446 roku.
Fan Ye jest najlepiej znany jako autor „Księgi Późniejszych Hanów”, jednakże monografia poświęcona bibliografii w „Księdze Song” wymienia wiele jego dzieł. Niemniej niemal wszystkie z nich były zaginione już za czasów Dynastii Tang. Słynny kolekcjoner dawnych ksiąg z okresu Qing, Yan Kejun (1762 - 1843), zachował jedną petycję, dwa listy i dwa wstępy Fan Ye w swoim „Quan shanggu Sandai Qin Han Sanguo Liuchao Wen”. Spośród tych pism najważniejszy jest „List z więzienia do moich bratanków”, w którym Fan Ye dał wyraz swoim istotnym przekonaniom na temat pisarstwa. Zachowały się poza tym dwa wiersze Fan Ye, z których jeden został włączony do słynnej VI-wiecznej antologii „Wen Xuan”.